# Viggen (Bootsklasse)

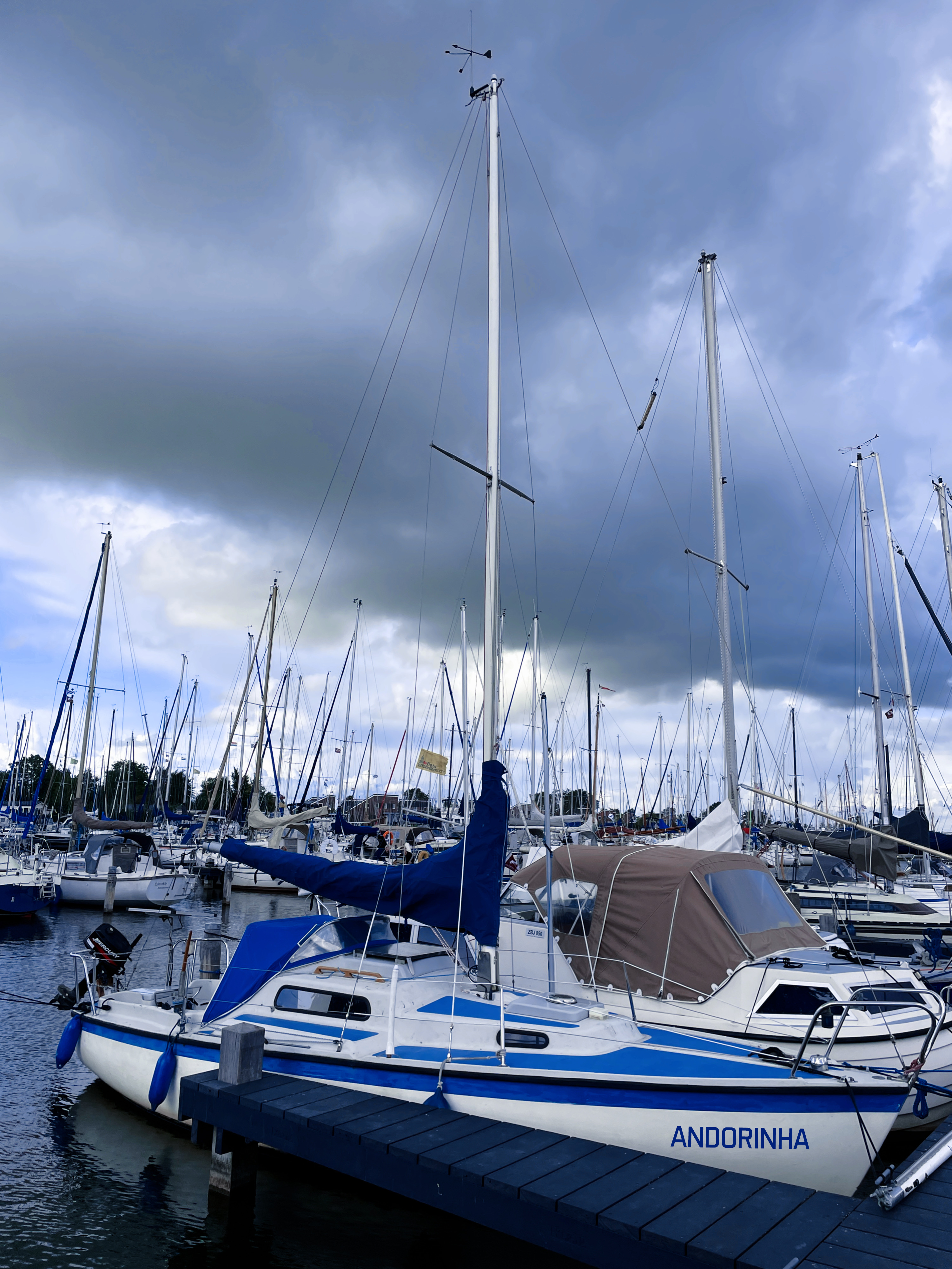
Viggen

Viggen ist ein schwedischer Segelbootstyp, der von Per Brohäll als Kielboot entworfen und erstmals 1966 auf der Karlskronavarvet (Karlskronawerft) als Fiberglas-Konstruktion mit der Bezeichnung Karlskrona Viggen und später als Albin Viggen von Albin Marin gebaut wurde.

## Geschichte
Das Boot wurde von 1966 bis 1971 etwa in 300 Exemplaren in Karlskrona produziert. Nach der Übernahme der Produktion durch Albin Marin im Jahr 1971 wurden verschiedene Modifikationen am Kiel und Ruder durchgeführt, wodurch sich einige grundlegende Daten des Schiffes, das nun als Albin Viggen bezeichnet wurde, änderten. Das Boot wurde im November 1973 als Einheitsklasse festgelegt. Insgesamt wurden etwa 1450 Boote gebaut. Die Produktion wurde etwa 1977 eingestellt.
2021 kostete eine gebrauchte Karlskrona Viggen um 38.000 Kronen, eine Albin Viggen des letzten Baujahres 1977 etwas über 50.000 Kronen.

## Design
Die Viggen ist ein Freizeitboot, das überwiegend aus Glasfaser mit Holzverkleidung gebaut ist.
Sie hat eine Topptakelung mit Aluminiumholmen, einen auf dem Deck stehenden Mast, stehendes Gut aus Draht und einen Satz Salinge. Der Rumpf hat einen Löffelbug, einen abgewinkelten Heckspiegel, ein skegmontiertes Ruder, das mit einer Pinne gesteuert wird sowie einen festen Flossenkiel. Das Boot verdrängt 1400 kg und hat 600 kg Ballast. Mit dem Standardkiel hat das Boot einen Tiefgang von 1,11 m.
Die Kabine bietet Schlafplätze für vier Personen auf einer Doppel-V-Liege in der Bugkabine und zwei geraden Sitzbänken in der Hauptkabine. Die Kombüse ist bei der Albin Viggen auf der Backbordseite an der Niedergangstreppe, bei der Karlskrona Viggen mittschiffs eingebaut und mit einem zweiflammigen Herd ausgestattet.
Gegenüber der Kombüse liegt der Navigationsplatz. Die Toilette befindet sich unter dem V-Kojenaufsatz am Beginn der Bugkabine. Der Tank für Frischwasser hat ein Fassungsvermögen von 45 Litern.
Das Schiff kann mit einem symmetrischen Spinnaker von 43,0 m² ausgestattet werden. Es hat eine Rumpfgeschwindigkeit von 5,95 kn (11,02 km/h).

## Segelmaße
Das Vorliek des Vorsegels ist 8,33 m und das Unterliek 2,00 m lang. Die Großsegellänge am Luff beträgt 6,86 m und am Unterliek 2,70 m.

## Klassenvereinigung
Die Klassenvereinigung Albin- und Karlskrona Viggen Club organisierte Regattaveranstaltungen. Sie legte in der Jahresversammlung am 21. November 1973 die Klassenregeln für die beiden Bootsvarianten fest, wobei es einen gemeinsamen Teil und zwei getrennte variantenspezifische Teile gab. Die Klassenvereinigung wurde 2021 auf Grund der Anzahl und der Altersstruktur der Mitglieder aufgelöst.
Die Karlskrona Viggen hat eine Vermessungszahl von 0,811 nach SRS (Svenskt Respitsystem).

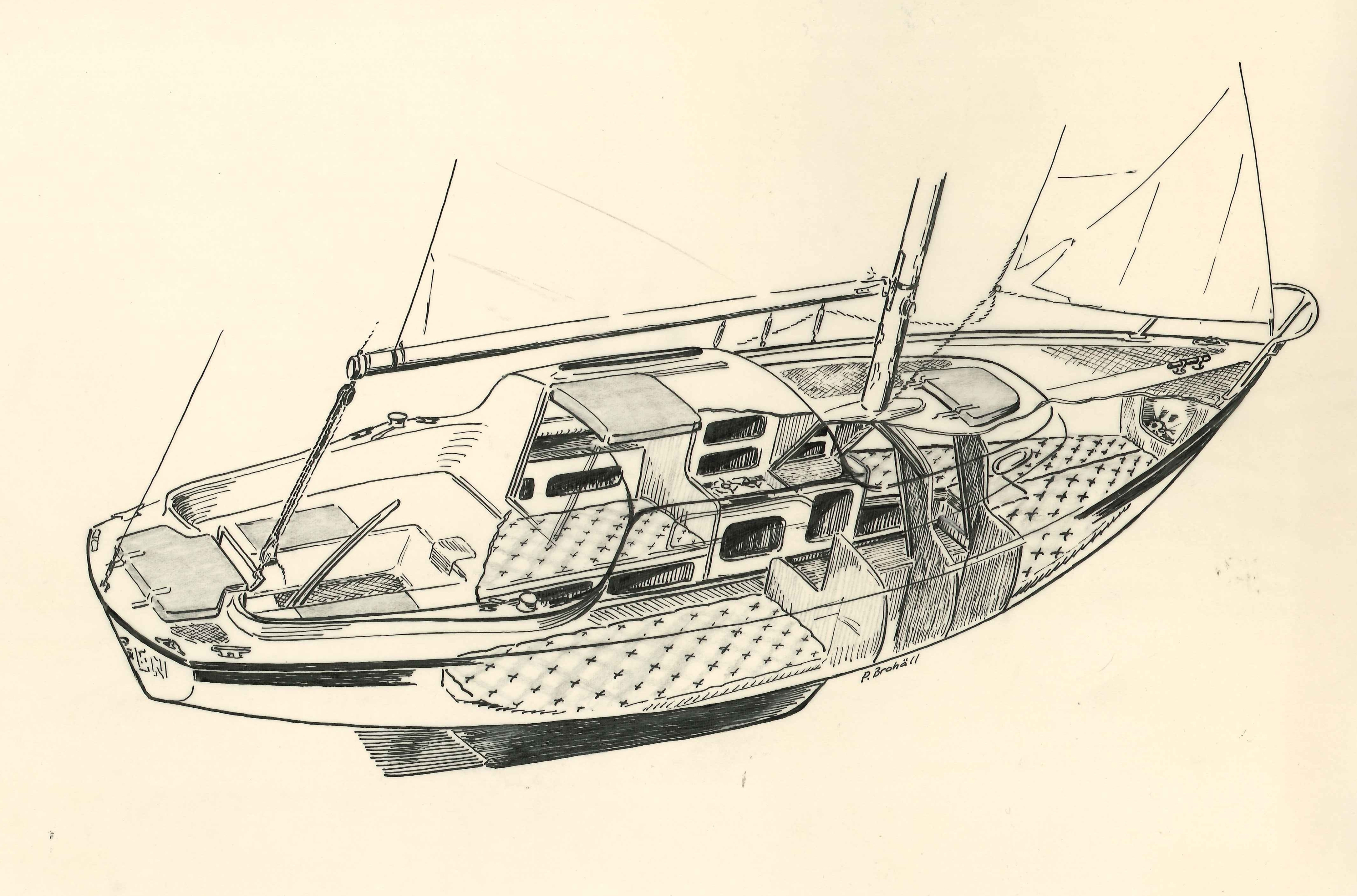
Konstruktionszeichnung von Per Brohäll
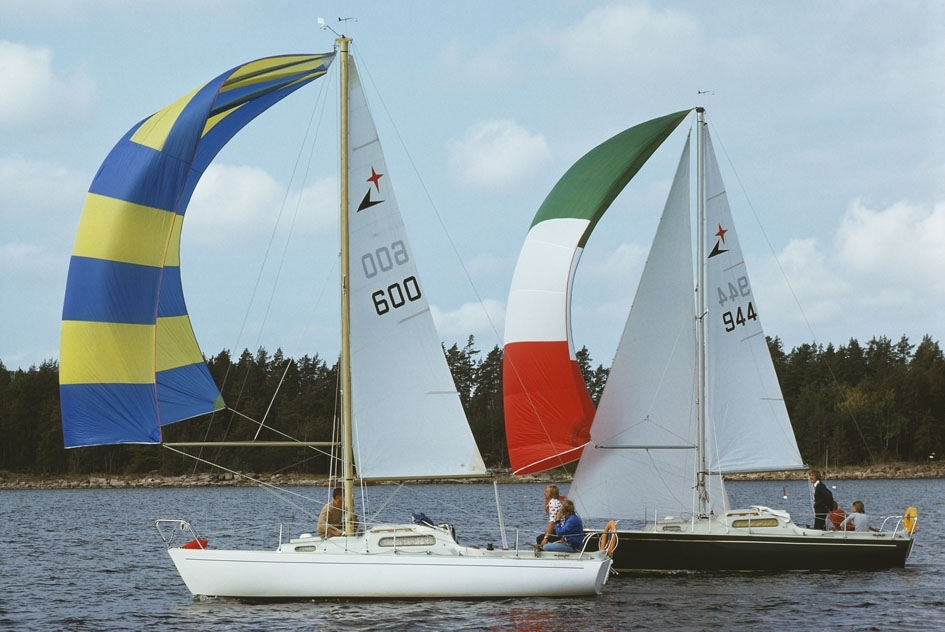
Zwei Viggen unter Spinnaker
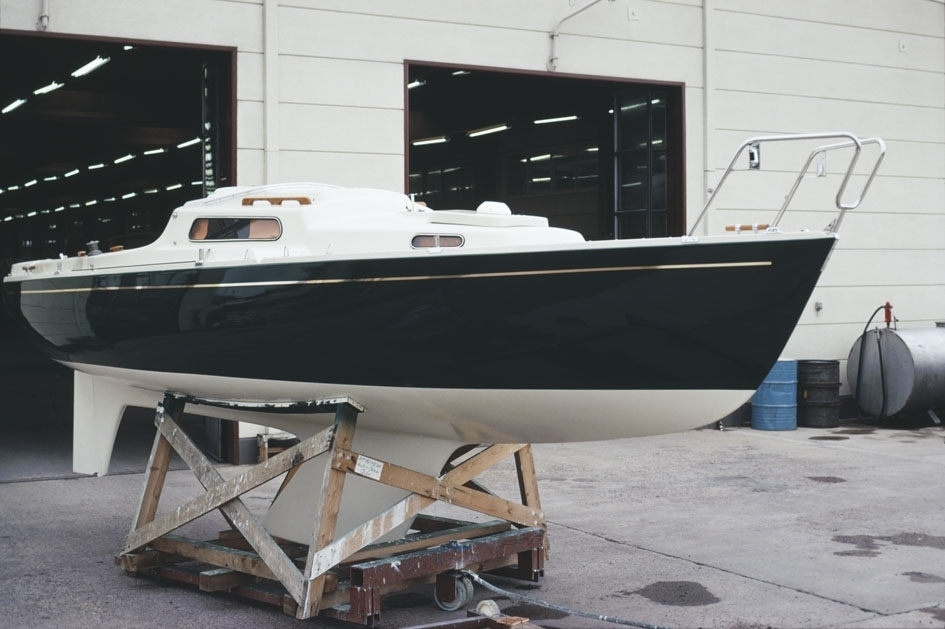
Rumpf an Land bei Albin Marin in Kristinehamn
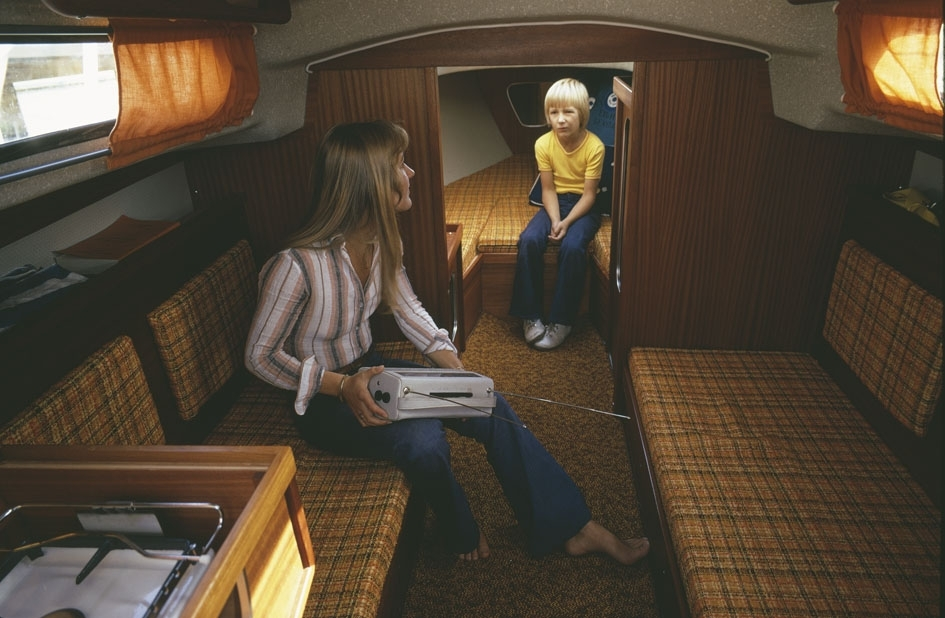
Innenraum der Albin Viggen